# 中国—厄立特里亚关系
中國—厄立特里亞關係是指中國與厄立特里亞的外交關係。中國政府特使、時任外交部副部長楊福昌出席了厄立特里亞的獨立慶典，並在1993年5月24日建交。

## 历史
1993年5月，厄立特里亞举行独立庆典，国政府特使、外交部副部长杨福昌出席，并与厄外长马哈茂德共同签署两国建交联合公报。中厄正式建立外交关系。
2021年11月24日，中国与厄立特里亚签署“一带一路”合作谅解备忘录。

## 經貿關係
中國自1992年厄立特里亞仍在埃塞俄比亞時已經開始向厄立特里亞提供一般物資和救災款等援助，協助興建了奧羅特醫院、阿迪凱人文和社會科學院二期、厄特科技學院一期等項目。厄立特里亞獨立後中國隨即開展合作。2022年，雙邊貿易額為6.1億美元，同比增長32.2％。其中中國進口4.6億美元，同比增長18％，對厄出口1.5億美元，同比增長112％。中國主要出口機電、橡膠、塑料製品等，進口銅礦、皮革製品等。